# Pomnik Michaiła Tala w Rydze
Pomnik Michaiła Tala – pomnik łotewskiego szachisty Michaiła Tala (łot. Mihails Tāls), usytuowany w stolicy Łotwy Rydze.

## Opis
Pomnik położony w ogrodzie Vērmana (łot. Vērmanes dārzs), na północnym wschodzie Starego Miasta w Rydze.
Pomnik został odsłonięty 10 sierpnia 2001 roku, z okazji 800. rocznicy powstania miasta Rygi, które przypadało w tymże roku. Wykonany przez rzeźbiarza Olega Skarainisa. Architektami zaangażowanymi przy budowie pomnika byli Guntis Sakne i Liene Šterna. Pomnik wysokości 2,8 metra wykonany jest z dwóch granitowych bloków, jednego z jasnego granitu i kolejnego z ciemnego granitu. Odmienny kolor granitowych bloków symbolizuje białe i czarne pola na planszy do gry w szachy. Pomiędzy blokami w utworzonej pionowej szczelinie umieszczono wykonane z brązu popiersie Michaiła Tala. Poniżej popiersia znajduje się napis Mihails Tāls. Z tyłu pomnika znajduje się napis w języku łotewskim informujący, że Michaił Tal był szachowym mistrzem świata w latach 1960–1961. Umieszczono tam także nazwisko rzeźbiarza, nazwiska inicjatorów powstania pomnika oraz datę jego odsłonięcia.
Ogród Vērmana był w latach 1950–1980 XX wieku popularnym miejscem, w którym w szachy grali szachiści-amatorzy.